# Christus-Steinbruch
Der Christus-Steinbruch, auch Der Steinbruch genannt, ist ein ehemaliger Steinbruch im Sonderwaldreservat Sonnenberg im schweizerischen Baden AG. Er ist ein beliebtes Ziel für lokale Anwohner zum Grillieren, Klettern und Picknicken.

## Geographische Lage
Der Steinbruch liegt auf einer Höhe von 463 m ü. M. im sogenannten «Lichter Wald Sonnenberg» am Waldrand des Badener Stadtteils Baldegg. Er ist der grösste und vielfältigste der vier Steinbrüche im Sonnenberg und seit Jahrzehnten nicht mehr in Betrieb. Gelegentlich wurde er bis Sommer 2020 noch als Lagerungsmöglichkeit für städtische Bauunternehmen verwendet, wird aber immer mehr zum lokalen Naherholungsgebiet.

## Naherholung
Der Steinbruch liegt etwas verborgen umgeben von Wald und ist durch ein kurzes Stück Waldweg erreichbar. Da der Boden durch die früher rege industrielle Nutzung grösstenteils vegetationsfrei ist, wird neben den zwei grossen Grillstellen an beiden Enden des Steinbruchs auch an vielen anderen Orten gegrillt. Die interessante Topografie von Waldstücken, herabgefallenen Felsen, Grashängen, Steilwänden und Feuchtgebieten bietet eine abwechslungsreiche Umgebung. Die westliche Felswand wird ab und zu für Kletterübungen benutzt. Ein Trampelpfad beginnt links hinten und führt über die Felswand nach oben.
Der Weiher im hinteren Teil des Steinbruchs ist mangels Zu- und Abfluss umgekippt, trägt aber entscheidend zur Einzigartigkeit des Lebensraums für viele Tier- und Pflanzenarten bei.

## Lebensraum
Der Lebensraum ist auf Grund seiner topografischen Merkmale sehr vielfältig und bietet gefährdeten Tier- und Pflanzenarten wie dem Magerrasen-Perlmuttfalter, der Schlingnatter und der Zauneidechse viele Möglichkeiten, sich zu entwickeln.

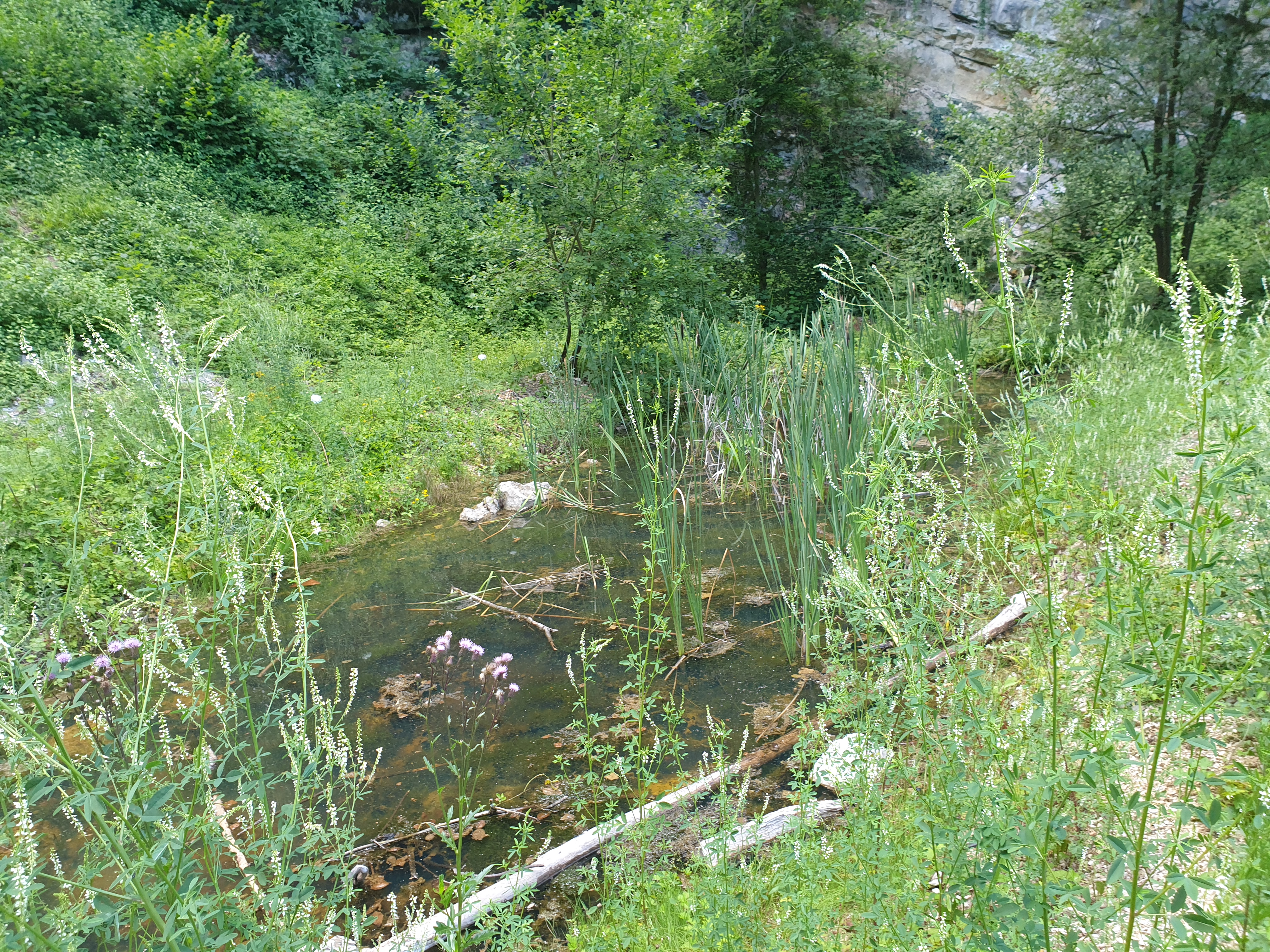
Der Weiher
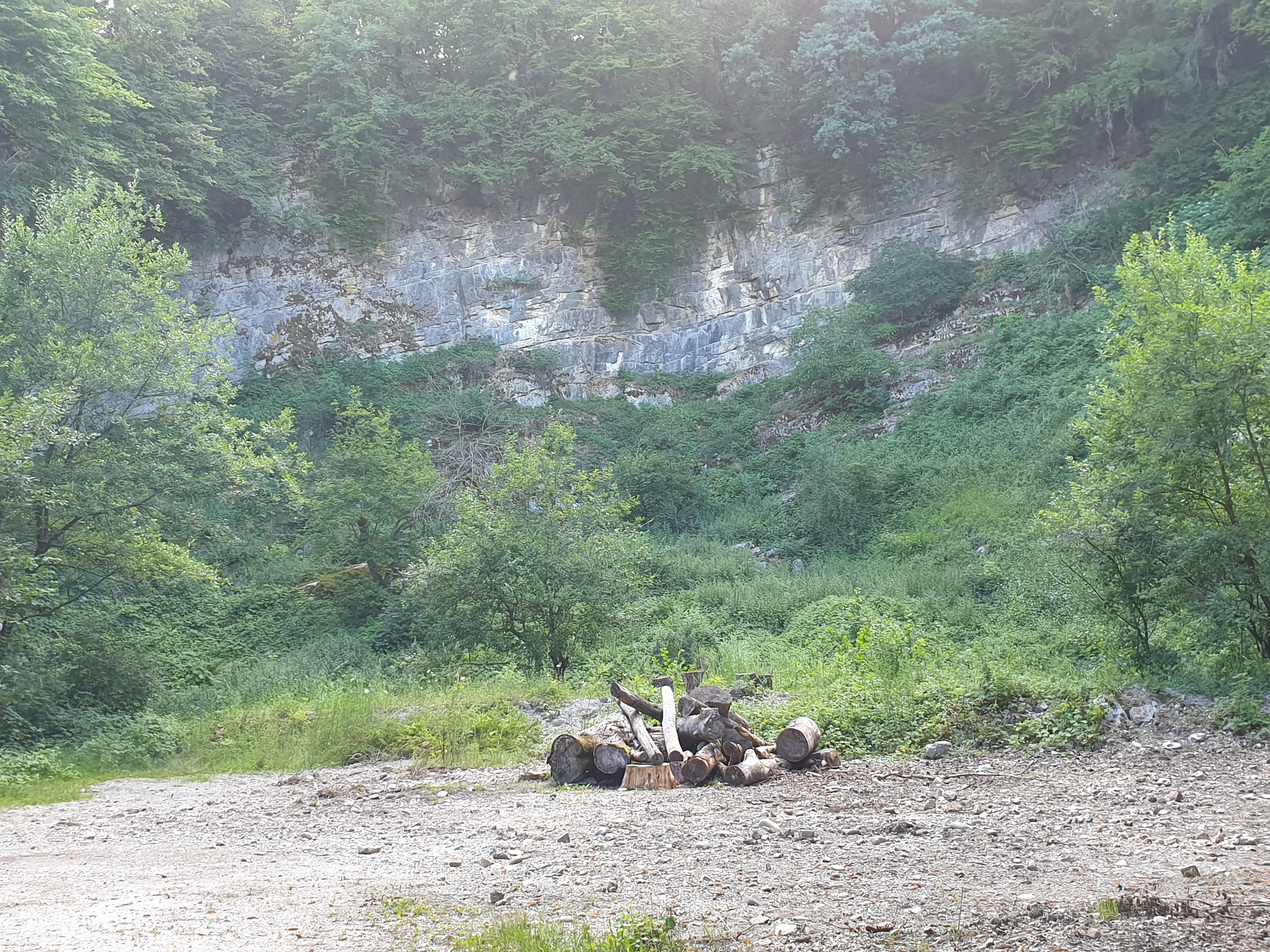
Blick auf den Steinbruch